# Sture Ögren
Alf Sture Ögren, född 20 juni 1947 i Umeå, är en svensk musiker, bosatt i Husum. 
Han har gett ut flera skivor tillsammans med sin hustru, sångerskan Margot Ögren, ogift Boman, som han träffade på 1990-talet och numera turnerar med. Ett tema för deras framträdanden har varit sångerskan Mahalia Jacksons liv. Flera framträdanden har gjorts i kristna tv-kanalerna Vision Norge och Kanal 10.
Från 1999 arbetade makarna för stiftelsen Kristen familjehemsvård med att hjälpa före detta fängelseinterner att anpassa sig till samhället utanför murarna.

## Diskografi i urval
- 2003 – Margot & Sture Ögren, Ulf Edman: Mahalia i våra hjärtan
- 2004 – Margot & Sture Ögren: Sånger som berör
- 2011? – Margot & Sture Ögren: Vi möts igen